# Ernest Urtasun
Pour les articles homonymes, voir Urtasun (homonymie).
Ernest Urtasun i Domènech, né le 27 janvier 1982 à Barcelone, est un homme politique et un diplomate espagnol, membre de l'Initiative pour la Catalogne Verts (ICV) puis de la Gauche verte (EV).

## Biographie
Ernest Urtasun obtient en 2000 une maîtrise d'économie à l'université autonome de Barcelone.
Entre 2004 et 2008, Ernest Urtasun est le secrétaire parlementaire de Raül Romeva, député d'Initiative pour la Catalogne Verts (ICV) de 2004 à 2014.
En 2011, il devient conseiller du secrétaire général de l'Union pour la Méditerranée. Depuis 2012, il est membre des Commissions ouvrières, premier syndicat espagnol. 
Il est un des fondateurs et porte-parole de Catalogne en commun, fusion de 4 partis dont l'ICV.

### Mandats européens
Lors des élections européennes de 2014, il est élu au Parlement européen sur la liste de La Gauche plurielle. Il y siège au sein du groupe des Verts/Alliance libre européenne. Il remplace dès lors Raül Romeva au sein de l'assemblée européenne, en tant qu'unique représentant de l'ICV. Il est réélu lors des élections de 2019 sur la liste Unidas Podemos, et siège toujours au sein du groupe des Verts/Alliance libre européenne.

### Ministre de la Culture
Le président du gouvernement, Pedro Sánchez, annonce le 20 novembre 2023 qu'Ernest Urtasun sera ministre de la Culture dans son troisième gouvernement sur proposition de Sumar.